# Базиліка Сан-Франческо в Ассізі
Базиліка Сан-Франческо в Ассізі, церква Святого Франциска в монастирі Сакро-Конвенто (італ. La Basilica di San Francesco d'Assisi) — головний храм ордену францисканців, розташований в місті Ассізі (Італія, адміністративний регіон Умбрія). Є однією з семи папських базилік, але не входить до переліку великих базилік Католицької церкви.
Храм отримав світову відомість завдяки знаменитим фрескам XIII століття за мотивами житія св. Франциска, автором яких вважається Джотто з учнями. Церква Сан-Франческо разом з монастирем Сакро-Конвенто в Ассізі внесені до списку Світової спадщини ЮНЕСКО.

## Загальний опис будівлі

Базиліка Сан-Франческо в Ассізі,
розріз і план

Храм, побудований в XIII столітті, є, по суті, двоповерховим. Верхній ярус, який зазвичай називають верхньою церквою, — це видима частина будівлі, що височіє над пагорбом, в той час як нижня церква ховається в його товщі і рядовій забудові монастиря. Її єдиний елемент, який залишається на видноті, — південний портал, що виходить на нижню площу св. Франциска, замощену каменем. Вхід до верхньої церкви знаходиться зі східного боку, з верхньої площі св. Франциска, покритої газоном (див. план монастиря).
Обидва яруси являють собою однонавні базиліки з трансептом. План нижньої церкви ускладнений численними капелами і криптами. З церкви можна спуститися ще нижче — в крипту, де похований св. Франциск. Біля південного фасаду церкви височить 60-метрова дзвіниця. Контрфорси і аркбутани, що обрамляють будівлю, — в полі зору з північного фасаду, а з боку нижньої площі губляться між дзвіницею і допоміжними спорудами.

### Характеристика стилю
Якщо стиль зануреної в напівтемряву Нижньої церкви сягає давньої традиції римської крипти, то інтер'єри просторого верхнього храму несуть у собі нові естетичні цінності, які пізніше підхоплять архітектори Середньої Італії. Ця двоярусна церква з точки зору планування досить точно наслідує сучасні їй зразки французької готики, такі як, наприклад, Сент-Шапель в Парижі, але також є спадкоємницею італійських базилік більш раннього романського періоду.
Очевидно італійські архітектори свідомо уникали радикальної готики, модної за тієї доби при дворах північних феодалів. Не намагаючись маскувати вагу будівельних конструкцій, вони змістили архітектурний акцент в бік чіткої структурованості підкупольного простору. Опори храму примикають до потужних стін, які, проте, не перешкоджають проникненню в храм сонячного світла. «Тонкі пучки пов'язаних колон підтримують нервюри склепінь, що перекривають чотири прямокутних прольоти».
Таким чином, зовнішній вигляд церкви є синтезом романського стилю і французької готики, і відзеркалює багато типових рис італійського готичного стилю.

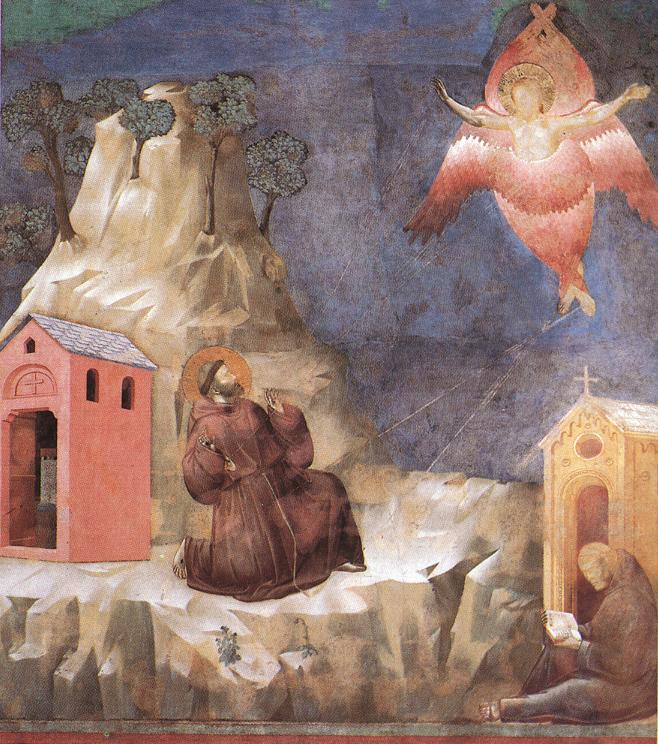
«Стигматизація св. Франциска». Джотто і майстерня. Фреска у верхній церкві.

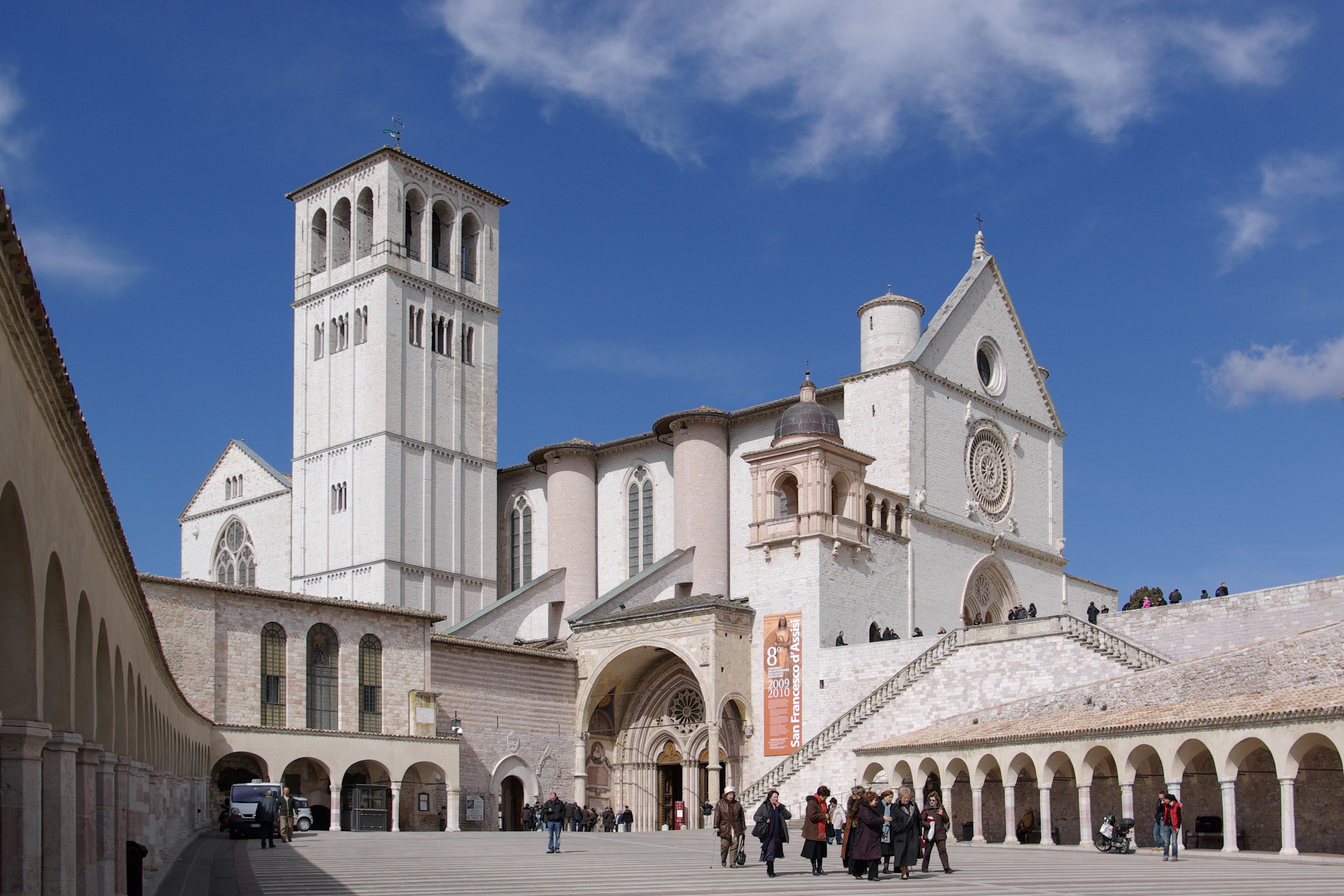
Вид з південного фасаду. Велика арка в готичному стилі — вхід до нижньої церкви. Кам'яні сходи ведуть на верхню площу, до вхідного порталу верхньої базиліки під готичним вікном-трояндою

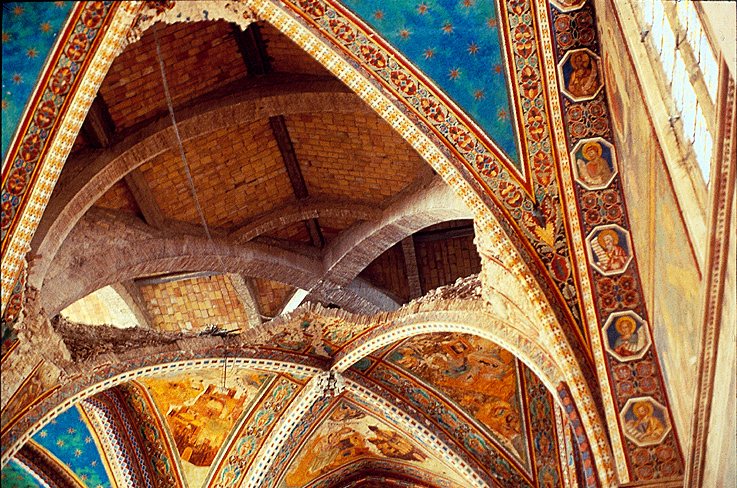
Повалене землетрусом склепіння

|                   | Готика цього собору позбавлена всього поганого, всього понурого. Барвиста гама всередині храму — колір зорі, що утопає в блакиті. |
| — М. П. Анциферов | |

### Історія споруди
Будівництво францисканського монастиря Сакро-Конвенто і обох базилік Сан-Франческо в Ассізі почалося в 1228 році, практично одразу після канонізації засновника ордену і уродженця цього міста святого Франциска. Земельна ділянка на заході міста, куди з міста пішов помирати святий Франциск, була подарована францисканцям Симоном ді Пукьярелло. Колишнє місце страти злочинців, відоме в Ассізі як «пекельний пагорб» (Collo d'Inferno), почало називатися «райським пагорбом».
Камінь у фундамент майбутньої будівлі урочисто заклав 17 липня 1228 папа римський Григорій IX, хоча до того часу роботи вже почалися. Керівництвом і наглядом за будівництвом займався вікарій ордену Ілія Бомбардоне (Elia Bombardone), один з перших супутників святого Франциска, який мав досвід будівництва для хрестоносців в Сирії.
Будівництво нижньої базиліки було завершене в 1230 році. На Трійцю 25 травня нетлінне тіло засновника ордену було перенесено туди з тимчасового притулку в церкві св. Георгія (тепер базиліка святої Клари). Верхня базиліка будувалася в період після 1239 і до 1253 року. Над оздобленням церкви працювали найкращі майстри того часу — від Чімабуе до Джотто (див. нижче).
У 1288 році папа Микола IV, який був до цього головою ордену францисканців, надав базиліці статус папської церкви.

### Збереженість
У 1530 році дзвіниця (висотою 60 метрів) втратила свій шпиль в результаті удару блискавки. Мешканці монастиря приділяли багато уваги наукам, і зовнішній вигляд будівлі і розписів ніколи не страждав від проявів надмірного фанатизму при відправленні культу. Відвідавши храм на початку XX століття мистецтвознавець Павло Муратов описав свої враження від відвідин церкви наступним чином:
|  | Храм св. Франциска в Ассізі не справляє того враження вмістилища палкого народного благочестя, яке викликає, наприклад, храм св. Антонія у Падуї. Він не обвішаний анекдотичними ex voto, і навколо його стін не гомонить час від часу сільська ярмарок. Є щось від порядку музею в прибраності його капел і навів. З тих пір як держава секуляризувала монастир, храм Сан-Франческо відданий емоціям туристів і трудам мистецтвознавців, що не дають йому ні хвилини спокою і віддаляють від нього благодать забуття. |

26 вересня 1997, в 816-ю річницю з дня народження св. Франциска, стався землетрус, який серйозно пошкодив храм і поховав під масою уламків двох ченців-францисканців і двох співробітників комітету. Були знищені кілька фресок, для нещодавнього відновлення яких мали витратити 2 млн євро. Реставратори розчистили і зібрали за фрагментами понад 180 м². розписів, проте повністю їх відновити не вдалося. Експерти висловлюють побоювання, що безповоротно втрачено не менше 20% розписів. У роботі учені використали найновіші технології — ними була створена тривимірна комп'ютерна модель, що проектується на склепіння лазерним проектором і видима через спеціальні окуляри.

## Оздоблення церкви

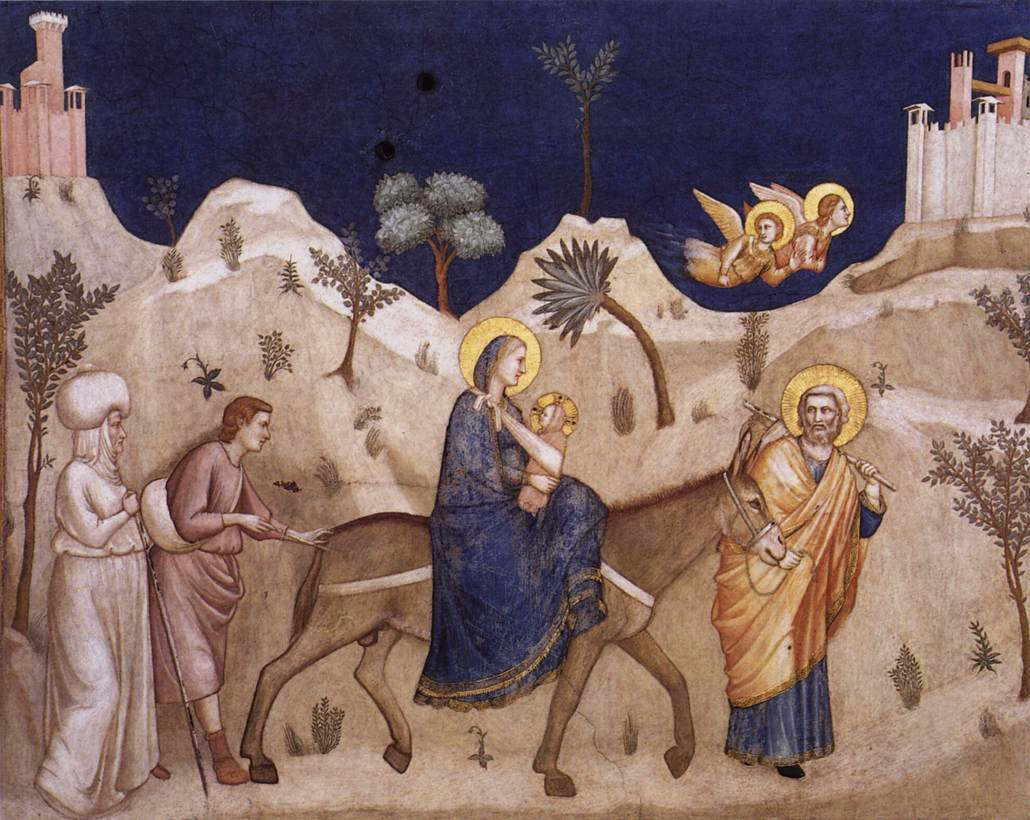
«Втеча до Єгипту». Джотто і майстерня. Фреска в північному трансепті нижньої базиліки

Створення знаменитого фрескового циклу церкви зайняло більше півтора століття. Художники почали з розпису стін Нижньої базиліки (Чімабуе, Майстер св. Франциска), щоб потім перейти до оздоблення стін Верхньої (Чімабуе, Джотто). Закінчивши роботи у Верхній церкві, майстри повернулися до Нижньої церкві і прибудованих до неї нових капел (Джотто, Сімоне Мартіні, П'єтро Лоренцетті).

### Стисла хронологія робіт
- 1226 — смерть св. Франциска.
- 1228 — початок будівництва.
- 1230 — завершення Нижньої базиліки; перепоховання в ній мощей святого.
- 1235 — освячення церкви папою римським.
- 1239 — початок будівництва верхньої базиліки.
- 1253 — завершення верхньої базиліки.
- 1270 — Майстер св. Франциска розписує стіни нижньої церкви.
- бл. 1278 — Чімабуе розписує стіни верхньої церкви.
- 1282 — перший період робіт Джотто.
- 1296 — другий період робіт Джотто.
- бл. 1298 — 28 «францисканських історій» на стінах верхньої церкви Сан-Франческо в Ассізі (ймовірно роботи Джотто).
- 1322 — фрески Сімоне Мартіні в нижній церкві.
- бл. 1326 — фрески П'єтро Лоренцетті в нижній церкві.
- 1368 — фрески Майстра Андреа в Нижній церкві[14].

## Нижня церква

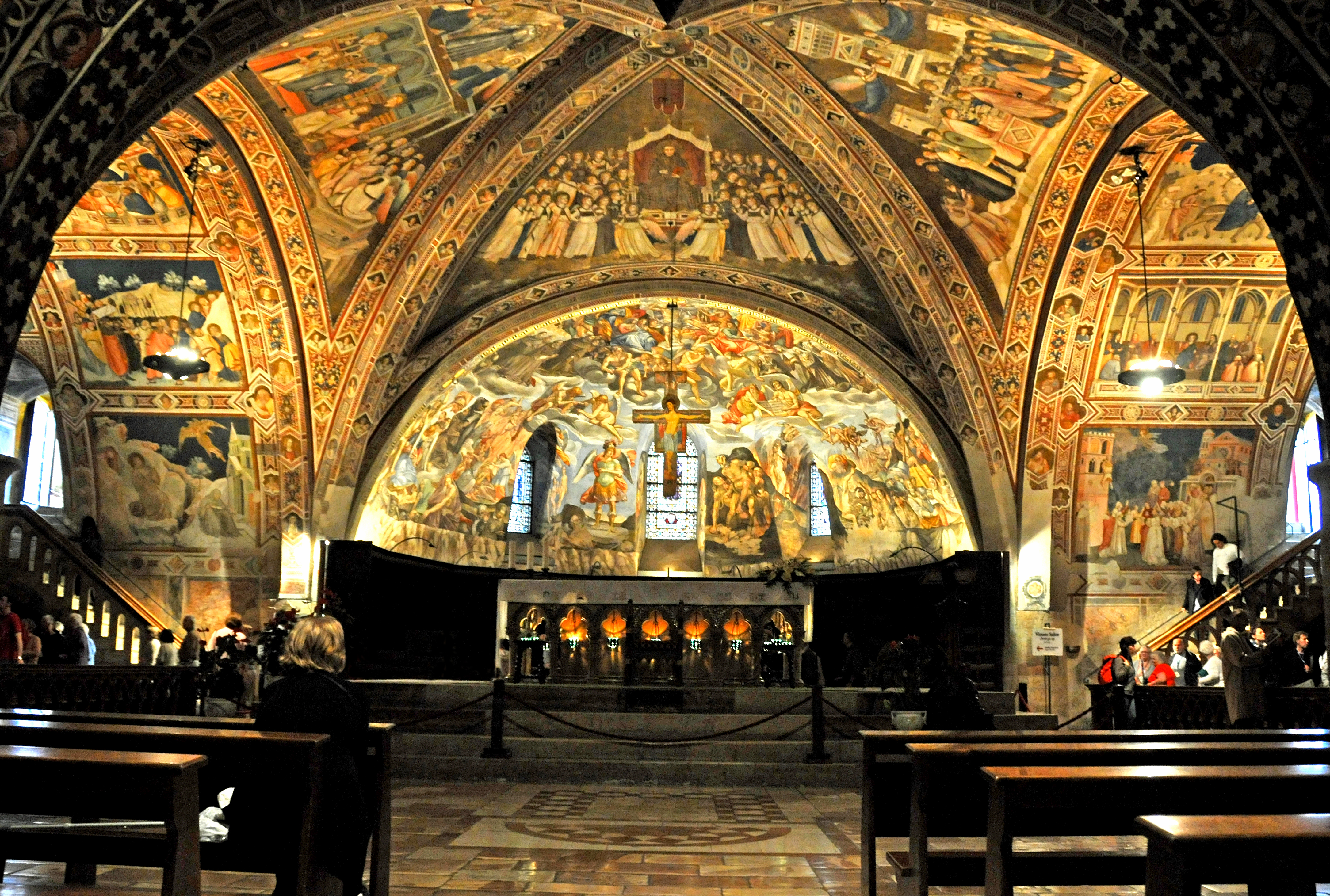
Інтер'єр нижньої церкви.

План нижньої церкви

Своїм зовнішнім виглядом, близьким за типом до крипти, Нижня церква зобов'язана вікарію ордену брату Ілії, який набув великого досвіду при спорудженні масивних кам'яних склепів в Сирії.
Вхід до неї влаштований через портал на південному фасаді, виконаному в готичному стилі (2-га пол. XIII століття) з двома різьбленими дерев'яними дверима (умбрійська майстерня, XVI століття).

### Капела Катерини Александрійської
У протилежному кінці вестибюля знаходиться капела, побудована коштом кардинала Егідія Альборніса, папського легата в 1350–1367 рр. Вона присвячена св. Катерині Александрійськії. Фрески з вісьмома епізодами її житія були створені в 1368–1639 рр. майстром, що підписалися «Andreas pictor de Bononia». Найімовірніше, це був Андреа де Бартолі (бл. 1349–1369), придворний художник кардинала Альборніса (іноді ці роботи помилково атрибутуються Андреа Болоньї). Святі у цій капелі були написані Паче ді Бартоло Ассизьським (1344–1368).

### Капела св. Севастьяна
Ліворуч від входу знаходиться невелика капела св. Севастіана з полотнами Жакомо Джоржетто, стіни якої прикрашені епізодами з життя цього святого роботи Джероламо Мартеллі. Праворуч знаходяться два надгробки: Джованні де Черчі та Іоанна де Брієна, короля Єрусалимського.

### Майстер св. Франциска: неф

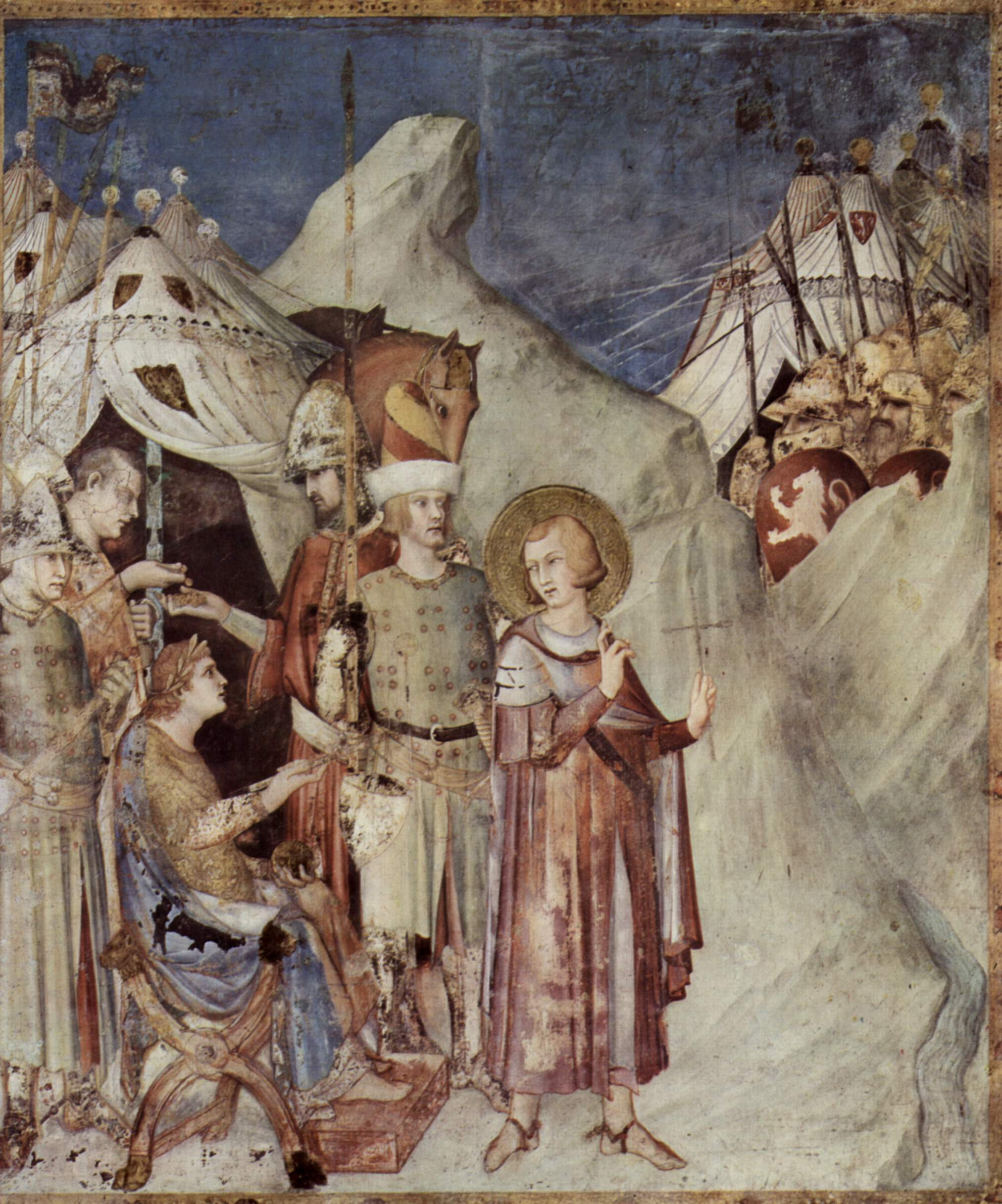
Сімоне Мартіні. «Святий Мартін відмовляється від зброї».

Центральна неф базиліки оточений кількома капелами з напівциркульними арками. Фрески, що прикрашають неф, вважаються найдавнішими в храмі. Їх творець залишився невідомим і за основним сюжетом живопису фігурує в історії мистецтв як Майстер святого Франциска. На правій стіні ним написані 5 сцен із Страстей Христових, а на лівій — 5 моментів з житія св. Франциска. Таке розташування сюжетів один напроти одного на погляд францисканців повинно було підкреслити роль засновника їх ордена як другого Христа і їх подібність.
Стеля нефа — небесного кольору і розписана золотими зірками. Перераховані фрески належать до 1260–1263 рр. Вони виконані темперою по сухій штукатурці і визнаються найкращими зразками тосканських настінних розписів періоду, що передує Чімабуе. Багато зображень в нижній частині стін сильно постраждали або практично знищені. Виняток становлять кілька фрагментів «Мадонни з немовлям і ангелом» пензля Чімабуе. Зі зростанням популярності церкви між 1270 і 1350 рр. багато з шляхетних родин почали замовляти свої капели, прибудовані до головного нефу, знищуючи таким чином фрески на головних стінах.

### Симоне Мартіні: капела св. Мартіна
Перша капела зі сторони, що ліворуч, носить ім'я святого Мартіна Турського. Вона була побудована кардиналом да Монтефорі і розписана десятьма фресками на сюжети з житія святого і поліптихами із зображенням святих. Автором розпису, зробленого у 1317–1319 рр. є Сімоне Мартіні. Ця робота належить до числа найкращих творів художника і є одним з видатних прикладів живопису XIV століття. Використання свинцевих білил призвело до того, що деякі елементи фресок з роками сильно потемнішали.
Цикл житія св. Мартіна:
1. Святий Мартін віддає половину плаща жебраку
2. Сон св. Мартіна
3. Св. Мартін посвячується у лицарі
4. Св. Мартін відмовляється від зброї
5. Диво з воскресінням дитини
6. Роздуми св. Мартіна
7. Чудесна меса
8. Диво з вогнем
9. Смерть св. Мартіна
10. Поховання св. Мартіна

Зображення святих:
- Антоній Падуанський і Франциск Ассизький
- Марія Магдалина і Катерина Александрійська
- Людовик Французький і Людовик Тулузький
- Клара Ассізька і Єлизавета Угорська
- Присвята капели донатором

Друга капела з лівої сторони присвячена св. Педро Алькантарському.

### Капели св. Людовика і Антонія Падуанського
Перша капела уздовж правої стіни присвячена Людовику Тулузькому і святому Стефану, розписана фресками Доно Доні (1575 рік) і прикрашена вітражем, авторство якого приписують Сімоне Мартіні. Наступна за нею капела присвячена Антонію Падуанському, де знаходяться фрески роботи Чезаре Сермеї (1610 рік).

### Джотто: капела Марії Магдалини
Потім йде капела Марії Магдалини. Вона була зведена Теобальдо Понтано, єпископом Ассизьким в 1296–1329 рр. і містить кілька найкращих зразків живопису, виконаних у майстерні Джотто і, як вважають, самим майстром (бл. 1320). Ці роботи Вазарі помилково приписує Пуччо Каппане. На бічних стінах розміщуються сцени з житія Магдалини (з портретом єпископа Понтано), а на склепінні — медальйони із зображеннями Христа, Богородиці, Магдалини і Лазаря (якого католицька церква вважає її братом).
- Марія Магдалина з уклінним донатором єпископом Понтано
- Магдалина отримує одяг з рук старця Зосіми
- Воскресіння Лазаря
- Noli me tangere
- Магдалина розмовляє з ангелами
- Магдалина пливе до Марселю

Неф завершує багато декорована напівциркульна апсида, якій передує трансепт з циліндричним склепінням.

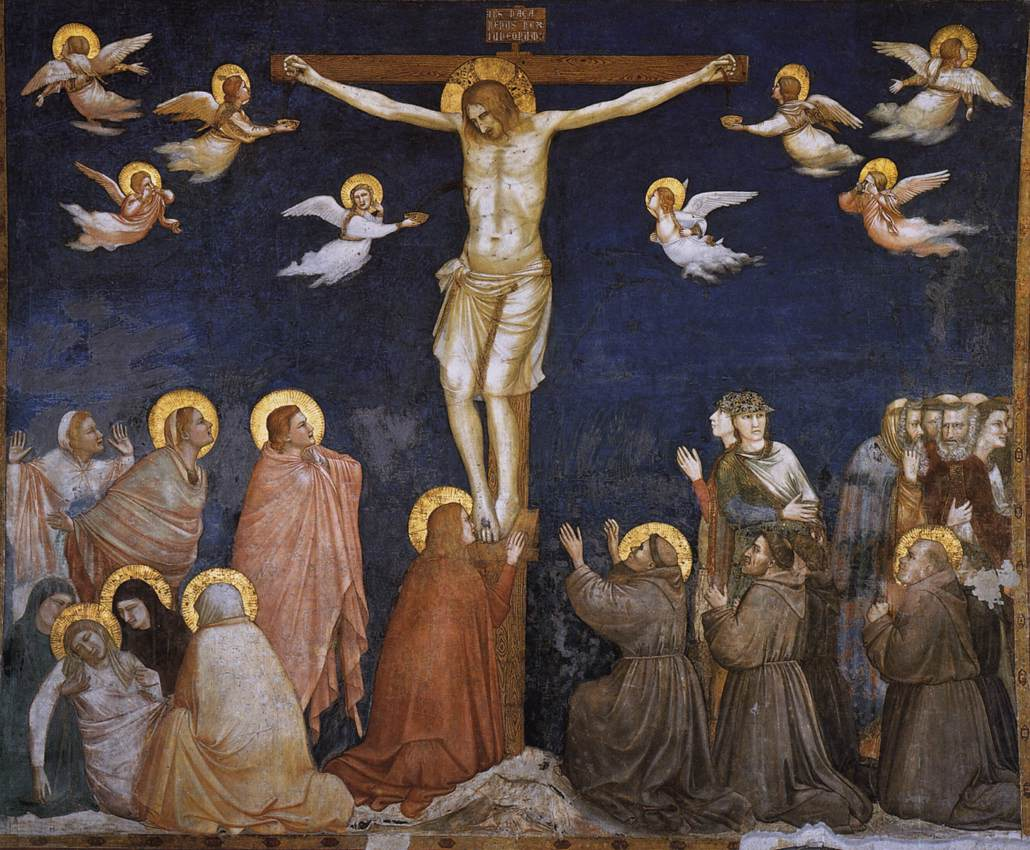
«Розп'яття». Джотто і майстерня.

### Трансепт
Фрески у правому крилі трансепта, що розповідають про дитинство Христа, частково виконані Джотто і його майстерні. Різдво написано анонімним Майстром св. Миколая. У нижньому ярусі знаходиться зображення чудесного явлення покійного св. Франциска, що допомагає дітям. Ці фрески Джотто для свого часу виявились революційними: на них зображені реальні люди з їх емоціями в натуралістичному ландшафті.
- Зустріч Марії і Єлизавети
- Різдво
- Поклоніння волхвів
- Стрітення
- Побиття немовлят
- Втеча до Єгипту
- Повернення в Єрусалим
- Христос серед учителів
- Розп'яття
- Смерть хлопчика в Сессі
- Воскресіння хлопчика в Сессі

На стіні трансепта Чімабуе написав одну зі своїх найзнаменитіших робіт — «Мадонну зі св. Франциском». Ймовірно, це найбільш схоже зображення святого і своєю статичністю і старомодним готичним стилем контрастує з новими і живими роботами Джотто.

### Капела св. Миколая

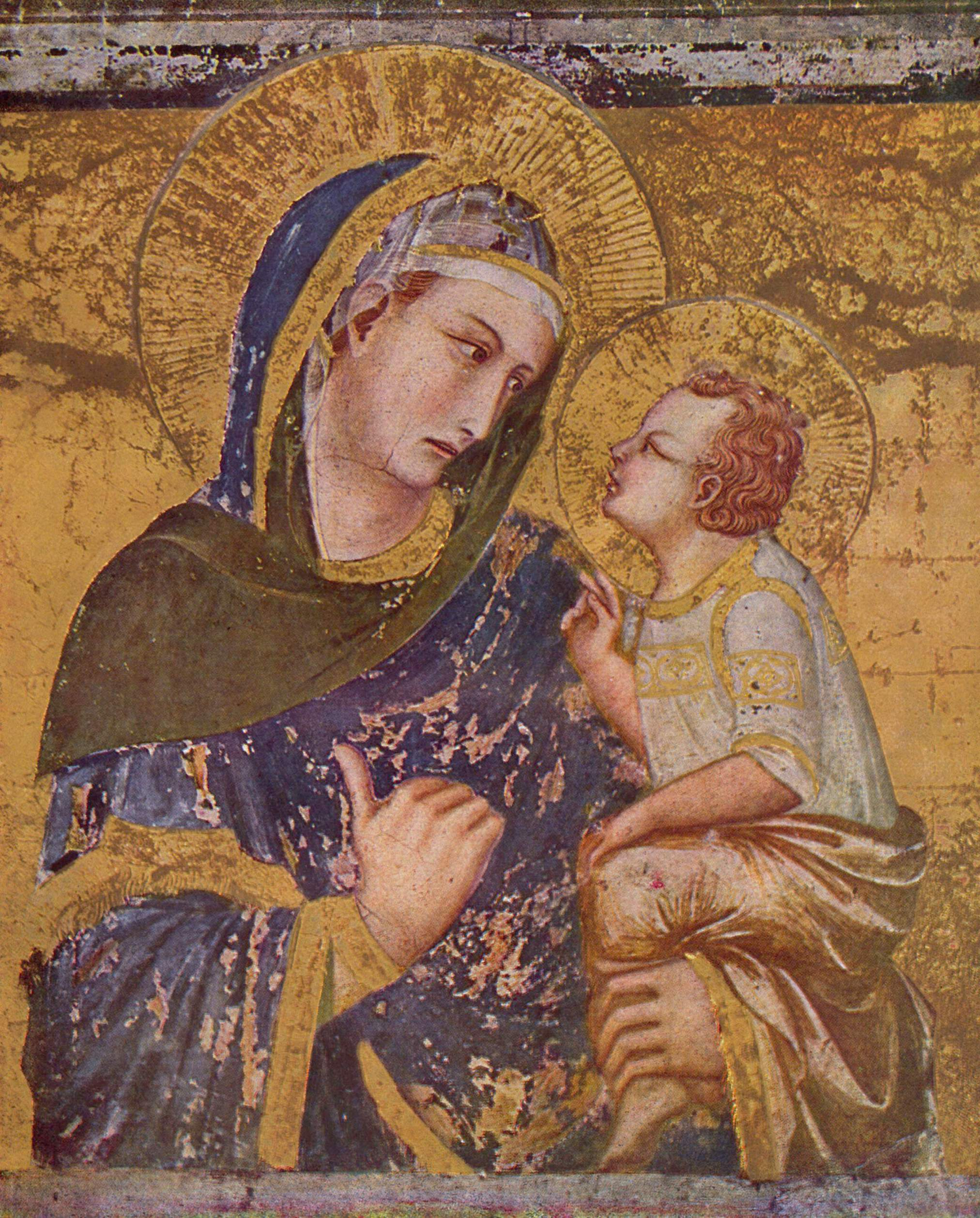
П'єтро Лоренцетті.«Мадонна-дей-Трамонті», XIV ст.

У правому крилі трансепта знаходиться ще одна капела — св. Миколая, ймовірно замовлена папським легатом Наполеона Орсіні. Її прикрашає цикл з 10-ти фресок із зображенням чудес і милостині святого. Цикл виконаний анонімним Майстром св. Миколая між 1295 і 1305 рр., який перебував під впливом Легенди св. Франциска, що зображена у верхній базиліці. Це дозволило Вазарі помилково припустити, що написав їх Джоттіно. Цьому ж майстру (Пальмеріно ді Гвідо?) належить «Благовіщення» біля входу до капели. Там само знаходяться 5 зображень святих пензля Мартіні: Франциск, Людовик Тулузький, Ізабелла, Маргарита і Генріх Угорські.

### Лоренцетті: ліве крило трансепта
Ліве крило трансепта прикрашали роботи сієнського майстра П'єтро Лоренцетті і його майстерні, виконані між 1315 і 1330 рр. Вазарі помилково також приписав їх Джотто і Пуччо Капанна. Цей цикл фресок вважають найкращою серед робіт Лоренцетті. Він являє собою 6 сцен зі Страстей Христових. Особливою емоційністю, незважаючи на пошкодження, відрізняється фреска «Зняття з хреста». У цій серії фресок глядачеві надається можливість оцінити перше з часів античності зображення відкинутої тіні. Підраховано, що для написання серії знадобилося 330 робочих етапи, це означає, що навіть за участі майстерні Лоренцетті для її створення мало знадобитися кілька років. Лоренцетті брав участь в оздобленні прилеглої капели Івана Хрестителя і виконав фреску «Мадонна деї Трамонті» («Мадонна заходу»), що отримала свою назву від променів сонця, що заходить і проникає в розташоване напроти вікно.

### Апсида
Папський вівтар в апсиді зроблений з єдиного блоку каменю, привезеного з Комо в 1230 році. Вівтар оточує ряд орнаментованих готичних арок, які підтримують колони в різних стилях. Дванадцять з цих колон були демонтовані в 1870 році. Прекрасні готичні лави хору з горіха, створені Аполлоніо Петроччо да Ріпатрансоне за допомоги Томмазо ді Антоніо Фьорентіно і Андреа да Монтефалько, датуються 1471 роком. Стіни апсиди колись прикрашало зображення Розп'яття Стефано Фьорентіно, яке було знищене в 1622 році, а тепер там знаходиться «Страшний суд» роботи Чезаре Серменї ді Орв'єто (1609–1668).
Живопис у вітрилах склепіння над вівтарем — «Райського склепіння» (1315–1320 рр.) — оповідає про «Тріумф св. Франциска». Тут також зображені три алегорії: Послух, Бідність і Доброчесність, виконані так званим Майстром склепінь в Ассізі, учнем Джотто.
Вітражі нижньої церкви атрибутують Джованні ді Боніно і його майстерні. Пуччо Капанна, учень Джотто, виконав дві фрески із зображенням епізодів з житія св. Станіслава, а також розпис співочої галереї і зображення Розп'яття.

### Крипта
Склеп, де був перепохований св. Франциск по закінченню будівництва церкви, знаходиться під головним вівтарем нижньої базиліки (і по суті є ще одним поверхом унизу). Нині спуститися до цієї крипти можна одними з двох сходів у середині нефа. Раніше туди вів вузький підземний хід, який був закладений, і про існування крипти було забуто.
Вважається, що тіло св. Франциска було заховане архітектором братом Ілією, будівником храму, для того, щоб запобігти поділенню мощей його святого друга з метою розповсюдження по середньовічній Європі. Існують також відомості про те, що підземний хід був закладений за наказом папи Євгенія IV і з тією ж метою: за часів боротьби між містами-комунами переможці нерідко забирали у переможених мощі святих.
Лише в 1818 році, з благословення папи римського, монахи Сакро-Конвенто, бажаючи перевірити істинність легенд, які переказували у монастирі, провели розкопки під вівтарем Нижньої базиліки і виявили підземний хід, що веде до крипти. У 1820 році було офіційно підтверджено, що в усипальниці похований Франциск Ассізський. За розпорядженням папи Пія IX (1792–1878) крипта була прикрашена і відкрита для відвідування.
Її оздобленням в неокласичному стилі займався Пасквале Беллі, використовуючи мармур. Між 1925–1932 рр. крипта була перероблена в нео-романському стилі архітектором Уго Тарчі з використанням рустованого каменю. Старовинний кам'яний саркофаг — закріплений на залізних тягах над вівтарем. У 1934 році у кутах навколо вівтаря були поховані урни з прахом учнів св. Франциска (братів Руфіно, Анджело Танкреде, Массео і Леоне). Коло входу до крипти знаходиться урна з останками Якопи Деї Сеттесолі. Ця римська аристократка належала до числа найбільш відданих і щедрих друзів св. Франциска і залишалася з ним в годину його смерті.

## Верхня церква

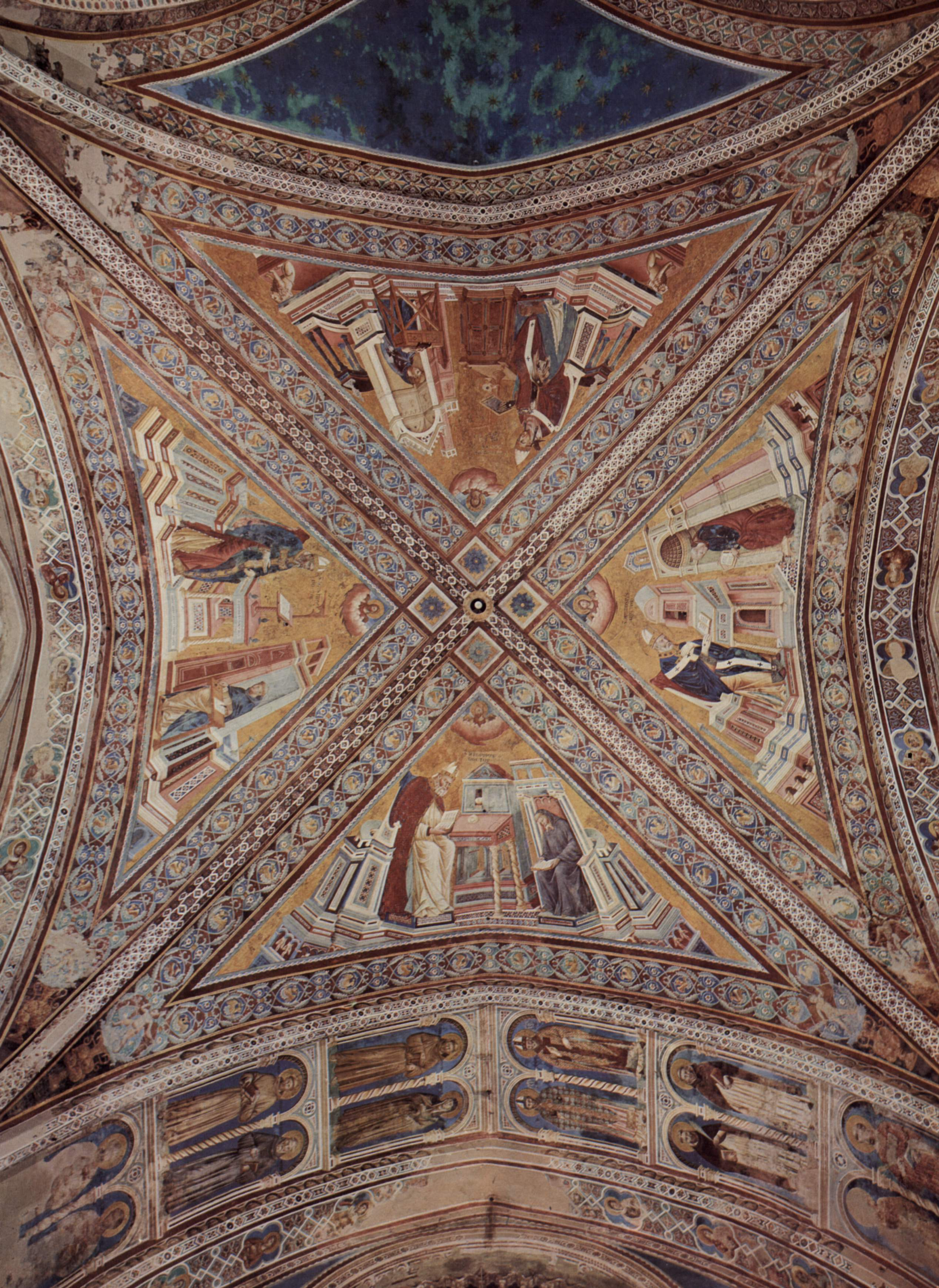
Джотто, склепіння Отців церкви, 1295

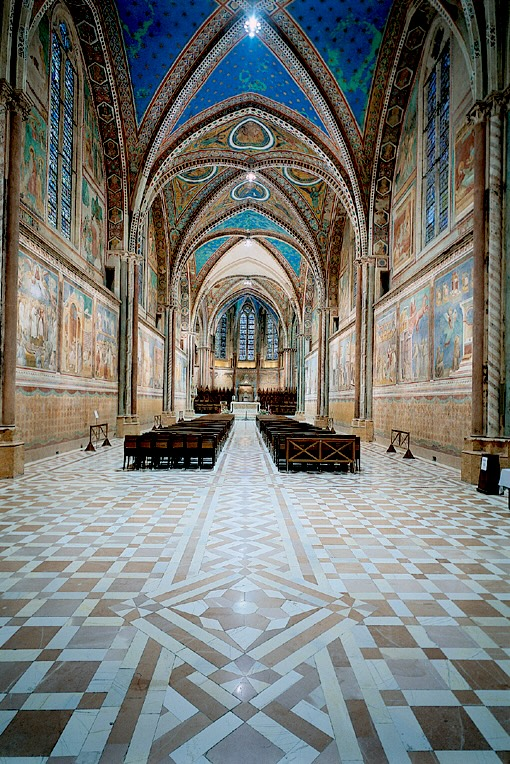
Інтер'єр верхньої церкви

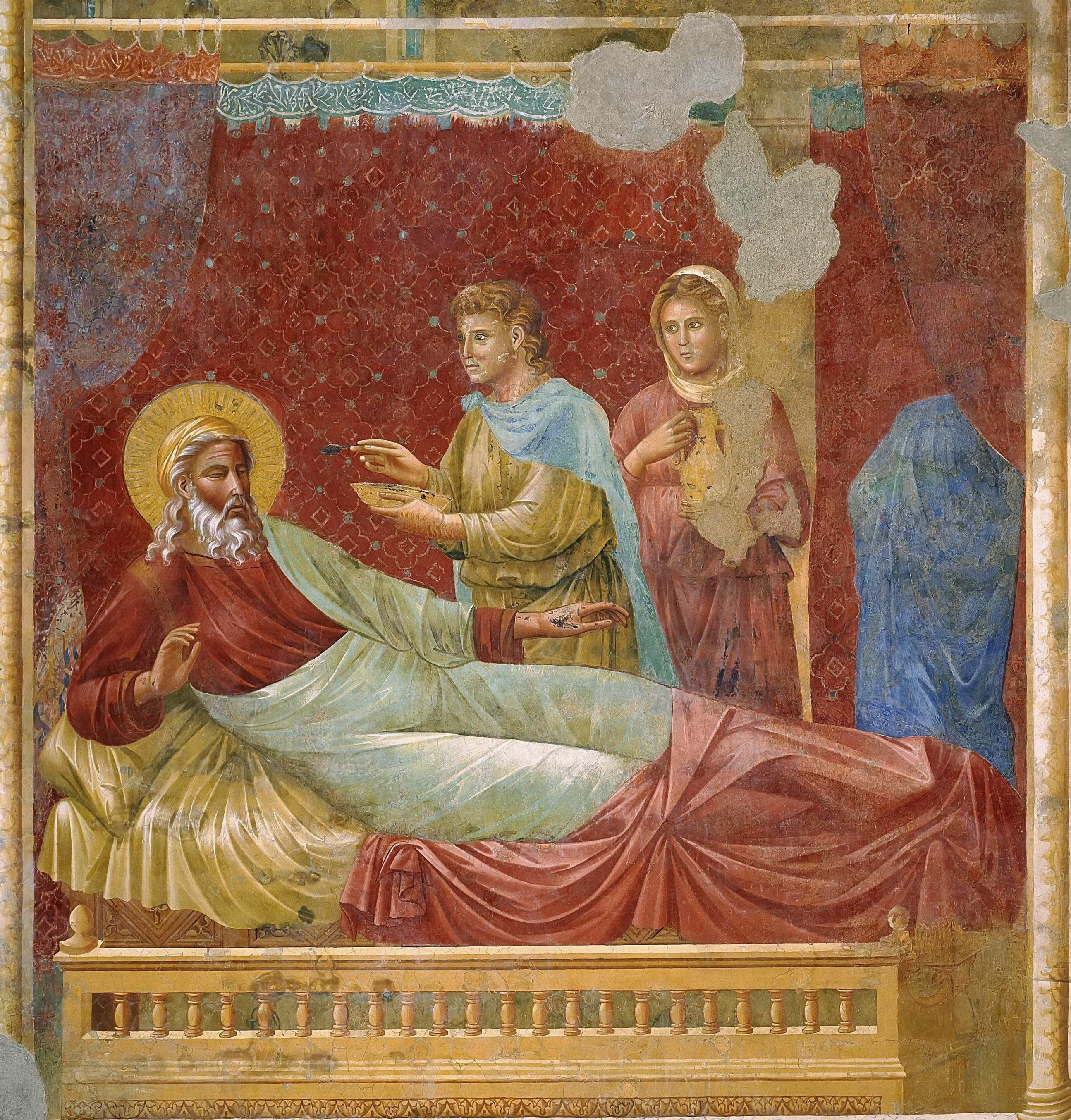
Джотто (Майстер Ісака?), «Ісак благословляє свого сина», 1292–1294

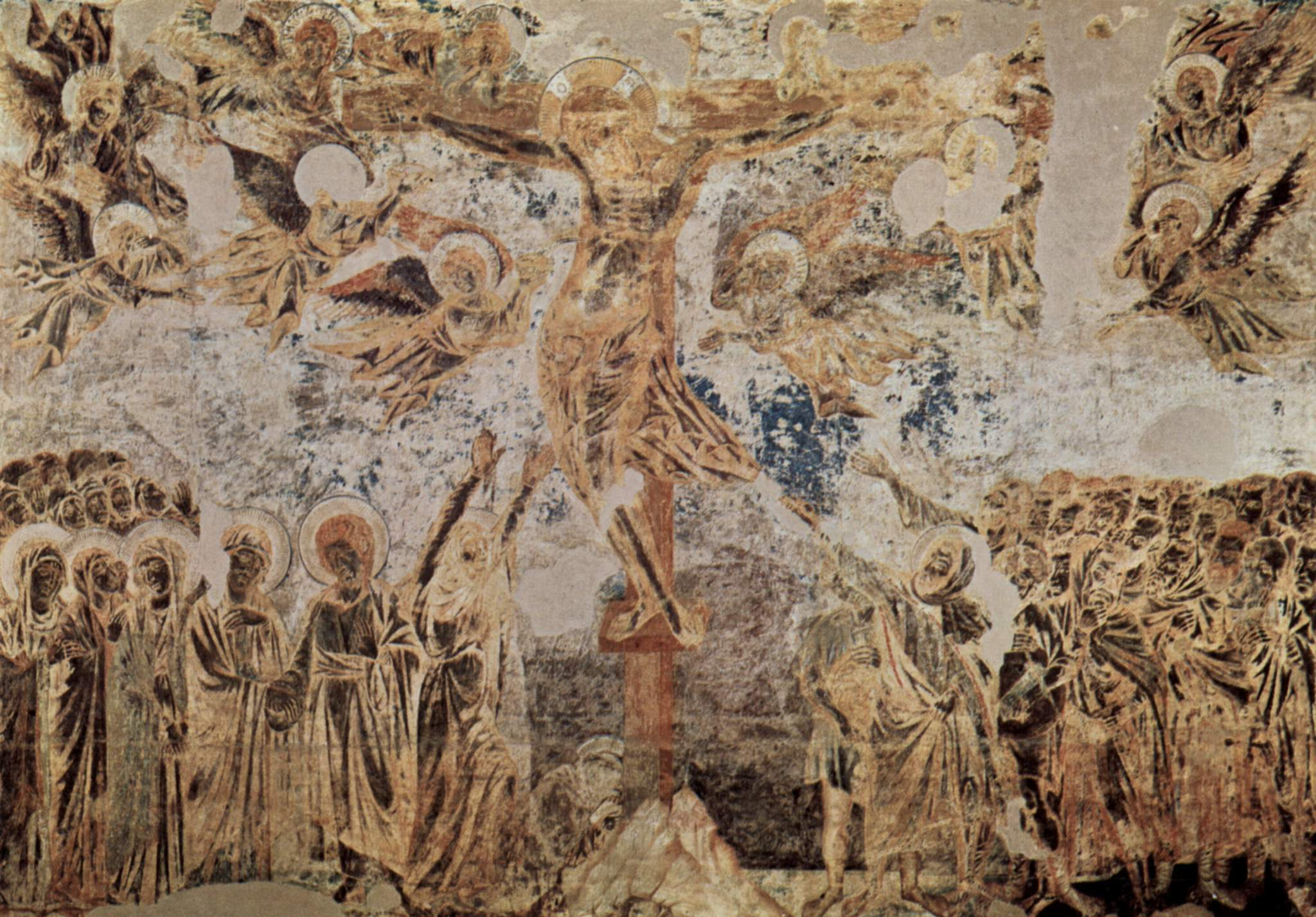
Чімабуе, «Розп'яття з уклінним Франциском», 1280–1283

Приміщення Верхньої базиліки виконане в традиціях готики і справляє зовсім інше враження. Великі вікна з вітражами відкидають потоки кольорового світла на фрески. Вітражі на хорах були виготовлені в XIII столітті німецькими ремісниками, на лівій стіні — французькими (1270 рік), а вітражі правої стіни приписуються майстерні Майстра св. Франциска. Вітражі заслужено належать до числа найкращих зразків італійського скла XIII століття.
Світлий і повний повітря простір має простий план: один неф з трансептом і полігональною апсидою. Вітрила склепінчастої стелі розписані по блакитному фону золотими зірками, фігурами Христа, св. Франциска, Діви Марії й Івана Хрестителя. Стелю перед входом прикрашають зображення отців церкви: Григорія Великого, Ієроніма, Амброзія і Августина. Вони приписуються молодому Джотто.
Західне крило трансепта і апсиду прикрашала велика кількість фресок, виконаних Чімабуе і його майстернею (приблизно з 1280 року), як, наприклад, «Розп'яття з уклінним Франциском». На жаль, ці фрески дійшли до нас у дуже поганому стані через застосування оксиду свинцю у фарбі і неякісної гіпсової основи.
- Апокаліптичний Христос
- Розп'яття з уклінним Франциском
- Поцілунок Юди
- Євангелісти

До Чімабуе над оздобленням правого крила трансепта працював анонімний Північний майстер, імовірно англієць (1267–1270 рр.). Він розписав два люнети і тондо на західній стіні зображеннями янголів і апостолів. Інший невідомий художник, Римський майстер, написав постаті пророка Ісайї і царя Давида, а також розписав останню стіну під східним люнетом.
На верхньому ярусі обох стін нефа, що серйозно постраждав під час землетрусу 1997 року, у два ряди розміщені 32 сцени зі Старого Заповіту (починаючи від Створення світу і закінчуючи Йосипом, що пробачає братів) і Нового Завіту (від Благовіщення до жінок-мироносиць біля могили), верхній регістр вхідної стіни присвячений П'ятидесятниці і Вознесінню Ісуса. Над цією масштабною роботою працювали послідовники Чімабуе — римські і тосканські майстри Джиакомо, Якопо Торріті і П'єтро Кавалліні.
Дві фрески з життя Ісака в середньому регістрі третього сектора традиційно приписувалися молодому Джотто (1290–1295 рр.), а Вазарі вважав їх роботою Чімабуе, проте й це заперечується. Більшість критиків приписують їх авторство анонімному Майстру Ісака і його майстерні. Автором також міг бути П'єтро Кавалліні. Над вхідними дверима Джотто виконав Мадонну з немовлям і двома ангелами (у трьох тондо). На обличчі немовляти — усмішка, це перша посмішка в італійському живописі.

### Францисканський цикл
Найважливішою частиною декоративного оздоблення церкви є цикл з 28-ми фресок вздовж нижньої частини нефа, які приписують Джотто. Фрески відрізняються новими художніми рішеннями, привнесеними художником у італійський живопис.
У кожному простінку між колонами розміщується по три фрески, плюс дві фрески в східних галереях поруч з входом і ще дві на вхідний стіні (див. схему). При створенні іконографії художник спирався на «Legenda Maior», біографію святого Франциска, написану в 1266 році св. Бонавентурою і три життєписи, написані братом Томою Челанським. Прототипом до цього циклу міг слугувати цикл П'єтро Кавалліні (що не дійшов до наших днів) в церкві св. Франческо в Римі. Згідно з Вазарі, фрески Джотто написані між 1296 і 1304 рр.
Авторство Джотто оскаржується через численні незрозумілі місця в оповіданнях ранніх джерел про творців цього циклу. Багато італійських критиків відстоюють версію їхньої приналежності Джотто і його майстерні. Через стильові відмінності від циклу фресок Ісака передбачається, що декілька, або навіть більшість фресок францисканського циклу були створені, принаймні, трьома різними художниками, які використовували оригінальні ідеї Джотто. Їх називають: Майстер легенди св. Франциска (основний творець більшості зображень), Майстер поховання св. Франциска і Майстер св. Цецилії.

#### Фрески францисканського циклу
| №   | Фреска | Назва                                                                   | Цитата із життєпису святого | Автор               |
| --- | ------ | ----------------------------------------------------------------------- | --- | ------------------- |
| 1.  |        | «Юродивий провіщає св. Франциску про його майбутню славу»               | І було так, що якийсь житель Ассізі, чоловік простий, але, як усі думають, умудрений Богом, коли одного разу проходив містом і зустрів Франциска, зняв з себе плащ і постелив свій одяг біля його ніг, показуючи тим самим, що Франциск з часом удостоїться всіх знаків пошани, оскільки йому належить зробити велику справу, за яку він і буде вищим багатьох з тих, кого шанує весь християнський світ. |                     |
| 2.  |        | «Франциск віддає свій плащ раніше багатому, а тепер бідному воїну»      | І коли відновилися його сили, і він вийшов, за звичаєм надівши красивий новий одяг, йому зустрівся якийсь воїн, раніше прославлений, а тепер зубожілий і бідно одягнений, і він відчув палке співчуття до злиднів цієї людини і не гаючи часу, зняв і віддав йому свій одяг, тим самим в одну мить виконавши два обов'язки милосердя: прикрив ганьбу гідного воїна і полегшив нужду бідної людини. |                     |
| 3.  |        | «Сон про палац»                                                         | У ту ж ніч, коли занурився у сон, він з ласки Божої побачив величезний і пишний палац з безліччю військової зброї, прикрашеної знаком хреста Христового, і так було йому провіщено, що милосердя, яке він в ім'я любові до Всевишнього Царя учинив бідному солдату, буде оплачено ні з чим не зрівняною нагородою. Він став питати уві сні, чий це палац і звідки він взявся, і почув відповідь і підтвердження згори, що все це буде належати йому і його воїнству. |                     |
| 4.  |        | «Розп'яття з Сан Даміано»                                               | Одного разу він вийшов у поле поміркувати і в роздумах своїх дійшов до церкви святого Даміана, застарілої і майже розваленої від надзвичайної старості, і увійшов до неї; він запалився духом для молитви, і коли розпростерся перед образом Христа, дух його отримав в молитві чимале полегшення. Очима, повними сліз, дивився він на хрест Господній, і тоді з хреста пролунав голос, що тричі проголосив (а він слухав ці словами тілесним вухом): «Іди, Франциск, відбудуй дім мій, — ти бачиш, він майже зруйнувався!» Крім Франциска у церкві в той час нікого не було, він здригнувся і завмер, і коли він збагнув серцем, що слухав самого Христа, він втратив пам'яті і впав непритомний. |                     |
| 5.  |        | «Відмова від майна»                                                     | … тоді юнак скинув з себе весь одяг і залишився в одній волосяниці. Він підібрав одяг з землі і кинув його приголомшеному батькові: Слухайте, — вигукнув Франциск, — до цієї пори я називав батьком П'єтро Бернардоне, але я бажаю служити одному Господу, і я відмовляюся від усього майна батька і від одягу, який від нього отримав. Відтепер я можу з упевненістю говорити: «Отче наш, що єси на небесах». Живе співчуття охопило натовп. Зворушений був і сам єпископ. Своєю мантією він прикрив наготу юнака. |                     |
| 6.  |        | «Іннокентію III являється уві сні святий Франциск, що підтримує церкву» | … через кілька днів — можливо, за молитвами святого і його побратимів — Папа побачив у видінні, як Латеранська базиліка страхітливо обвалюється, колони підламуються, склепіння обсипаються. Але раптово являється бідний брат з Ассізі, зростає й зростає, досягає гігантських розмірів і підставляє спину будівлі, що падає. Як за помахом чарівної палички стіни відновлюються, і храм віднаходить стійкість. Інокентію III неважко було розгадати символ і збагнути сенс видіння: Бог хотів використати цю людину, щоб відновити Свою Церкву, якій загрожують єретики і погана поведінка християн. |                     |
| 7.  |        | «Папа затверджує устав францисканського ордену»                         | Папа вже не мав сумнівів у святості Франциска і зрозумів задум Божий. Але чи не є надмірною бідність, яку він проповідує? <…> Папа знову прикликав Франциска і висловив йому свої побоювання, що поділяли й деякі кардинали. Франциск у відповідь натхненно і лицарські оспівав господиню Бідність, вихваляючи її як прекрасну даму, що завоювала серце Небесного Царя, в Чиєму обличчі закарбувалось благородство Отця. Невже такий Батько не подбає про Своїх улюблених дітей? Папа був зворушений. Його побоювання розвіялися. Іди з Богом, — сказав він, — і проповідуй з товаришами покаяння, як Він вас навчить. Коли збільшиться ваша кількість, повідомте, ми дамо вам нові дозволи і покладемо на вас нові доручення. |                     |
| 8.  |        | «Дивовижне явлення святого Франциска братії»                            | Перед лицем цієї героїчної святості Бог не забарився явити Свою присутність через диво, показавши, якими бажаними є для Нього Франциск з побратимами. Одного разу, коли святий піднявся в Ассізі, щоб після молитви у соборі звернутися до народу, Господь занурив його у екстаз. Одночасно брати, що перебували в Рівоторто, побачили його на блискучій колісниці, від якої в усі боки виходило надприродне світло; колісниця тричі об'їхала їх невеликий будиночок, після чого зникла з очей. |                     |
| 9.  |        | «Видіння небесних престолів»                                            | … одного разу брат Пацифікус під час молитви з ним разом у церкві, був піднесений в екстазі, і побачив кілька тронів в небесах, і був серед них один, що перевершував інші у розкоші, весь прикрашений дорогоцінними каменями. І він запитав себе, для кого може бути призначене настільки чудове місце, і тут голос сказав йому: «Се було місце ангела, і тепер воно збережене для смиренного Франциска». |                     |
| 10. |        | «Вигнання демонів з Ареццо»                                             | Одного разу трапилося, що Франциск прийшов в Ареццо, і було все це місто зруйноване від ворожнечі між городянами. Наблизившись до стін, він побачив демонів, що раділи ворожнечі і пробуджували в душах мешканців бажання знищувати один одного; тому покликав він брата, що звався Сильвестром, чоловіка Божого, гідного і простого, і сказав йому: «Іди до воріт міста і від імені Господа Всемогутнього накажи демонам швидко залишити його». Брат поспішив до міських воріт, читаючи псалми на славу Божу. І крикнув він потім на повний голос перед входом у місто: «Іменем Всемогутнього Господа і за наказом отця нашого Франциска, йдіть геть, демони!». І повернувся мир в Ареццо, і стали люди спокійними знову. |                     |
| 11. |        | «Випробовування огнём перед султаном»                                   | … але на Франциска ніщо не діяло. Взявши з собою брата Ілюмінато, він вступив на землю противника з криком: «Султан, султан». Їх одразу схопили, жорстоко побили і привели до султана Мелек-ель-Камелія, доблесного і мудрого государя. У відповідь на прохання султана Франциск висловив мету приходу: він хотів не відректися від Христа, але звернути султана і його людей у євангельську віру. Він довго говорив про таємницю Єдиного і Троїчного Бога, але, відчуваючи, що слова його не доходять, придумав щось більш дієве. — Накажи, — сказав він, — щоб розпалили великий вогонь, і поклич своїх священиків. Ми разом увійдемо в вогонь. Хто з нас залишиться неушкодженим, в його віру і повір. — Жоден з наших священиків не погодиться на таке випробування на захист нашої віри, — відповів султан. Але Франциск не здавався. Святий Дух підказував йому нові докази і слова, але марно: султан, внутрішньо переконаний в правоті Франциска, боявся «народного шуму». |                     |
| 12. |        | «Екстаз св. Франциска»                                                  | … кілька днів по тому вони повернулися в будинок того чоловіка, і він став з цікавості дивитися, що робить Франциск серед ночі, і він побачив його в молитві, а потім побачив, як святий в екстазі піднявся над землею, і був оточений сліпучим світлом. І відчув той чоловік нестерпний небесний жар, який пробудив у ньому бажання наслідувати способу життя малих братів. |                     |
| 13. |        | «Урочисте святкування Різдва в Греччо»                                  | … св. Франциск вирішив там провести свято Різдва і попросив графа побудувати в одній з печер зображення тих ясел, в яких народився Господь. Новина поширилася, і до Греччо звідусіль стали сходитися брати. Очікуванням були охоплені й мешканці навколишніх і далеких селищ. Опівночі відслужили месу, Франциск був за диякона. Одному чоловікові, гідному поваги, було видіння. А саме: привиділося йому, ніби в яслах лежить зовсім маленький хлопчик і начебто неживий. Святий Божий, схилившись над ним, намагається його розбудити, щоб той прокинувся від найглибшого сну. І цілком розумним здається нам це видіння, адже немовля Ісус забутий в багатьох серцях як мертвий, і в цих серцях, милостю самого Немовляти і подвигами раба Його святого Франциска, Він ожив і був повернутий побожній. |                     |
| 14. |        | «Дивовижне відкриття джерела»                                           | Влітку 1224 року Франциск, вже обтяжений хворобою, в останній раз вирушив на гору Верна. Підйом був можливий тільки верхи, тому брати забезпечили його віслюком, яким на час поступився один благочестивий чоловік, а також провідником. Сонце безжально палило, камені розжарилися, в ущелинах скель виднілися пучки пожовклої трави, що абияк збереглися. Все, здавалося, спало, звуки замовкли: навіть дерева ледве шелестіли усихаючим листям. Раптово провідник, звернувшись до святого, заблагав: Отче, змилуйся! Я помру, якщо не вгамую спрагу. Франциск, який завжди проймався жалістю до стражденних, зліз з віслюка і почав молитися, здійнявши руки, і молився, доки не відкрилося йому, що молитва його почута. Потім, повернувшись до свого проводиря, сказав: Не барися, біжи швидше до тієї скелі і там знайдеш воду, яку Христос нині вивів з каменю заради вгамування спраги твоєї. |                     |
| 15. |        | «Проповідь птахам»                                                      | Неподалік від Каннари одного свіжого весняного ранку вони побачили безліч птахів, які весело щебетали на квітучих гілках. Таємнича сила наблизила до них Франциска, і зараз же птахи злетіли кругом нього і сіли йому на плечі, на голову, на руки. Здивованому супутнику Франциска здалося, що перед ним не дійсність, а сон, що Адам нечуваним дивом раптом повернувся у стан невинності і розмовляє зі звірами і птахами. А Франциск, ніби все відбувалося природним порядком, велів своїм співочим друзям замовкнути, після чого почав проповідь, просячи птахів завжди вихваляти Господа, що годує і одягає їх з невимовною любов'ю. Під кінець він осінив їх хресним знаменням і відпустив літати і співати. Деякий час він поспостерігав, як вони злітають в повітря, махають крилами і виспівують ніжні пісні, потім знову вирушив у дорогу. |                     |
| 16. |        | «Смерть дворянина з Челано»                                             | Франциск прибув у Челано, щоб проповідувати там, і був зупинений якимось дворянином, що скромно, але наполегливо запрошував його розділити з ним трапезу. Франциск вибачався і відмовлявся, але врешті-решт, був переможений його доводами. Час обіду настав і стіл був накритий. Господар був щасливий, і вся його сім'я раділа гостям, які прийшли скуштувати обід разом з ними. Франциск же піднявся, спрямував погляд у небеса і сказав дворянину: «Брат господар, я прийшов у твій дім через твої молитви, щоб обідати з тобою, але слухай же уважно мене зараз, бо судилося тобі колись обідати не тут, а в іншому місці. Іди і сповідайся якомога швидше, і не залиш нічого в таємниці з того, що б ти приберіг для останньої сповіді. Господь віддячить тобі сьогодні, за те, що ти прийняв його людей в своєму будинку з такою любов'ю». Прислухавшись до його святих слів, дворянин покликав священика, який супроводжував Франциска, і сповідався йому. Він привів свій будинок у порядок і став чекати, коли здійсниться сказане святим. І коли всі, хто сидів за столом, почали їсти, дворянин перехрестився і простягнув руку до хліба. Але перш ніж він доторкнувся до нього, його голова впала і дух залишив тіло.                                   |                     |
| 17. |        | «Франциск перед папою Гонорієм III»                                     | Коли Франциск представ перед ним, то розповів про видіння, яке йому було в Порціунколі і про бажання привести душі до раю. На скільки років ти просиш цю індульгенцію? — Святий Отець, — відповів Франциск, — не роки мені потреби, а душі. Прохання було незвичайним. Таку індульгенцію надавали тільки тим, хто, взявши хрест, вирушав у хрестовий похід — звільняти Гріб Господній. І все ж Папа, незважаючи на заперечення курії, дав індульгенцію. Франциск, радіючи, вже зібрався піти: — Послухай, простак, — сказав йому Папа, — куди ж ти йдеш без документу, що засвідчує наш дозвіл? — Святий Отець, мені достатньо вашого слова. Мені не потрібно паперів. У мене замість паперів — Пресвята Діва Марія, замість нотаріуса — Христос, замість свідків — ангели. |                     |
| 18. |        | «Явлення св. Франциска під час проповіді Антонія Падуанського в Арлі»   | Хоча Франциск не міг бути тілесно з усіма віддаленими гілками ордена, але статут, встановлений ним, його палкі молитви і благословення, їм дані, створювали враження, ніби він був весь час з ними. Іноді навіть Господь, у всій своїй всемогутній владі, дозволяв йому дивовижним чином бути серед них, як це сталося якось в Арлі. Одного разу трапилося, що брат Антоній, прекрасний проповідник, читав пастві про Страсті Сина Божого і про написи на хресті Його — «Ісус з Назарету, цар юдейський», коли один з братів на ймення Мональді, чоловік зразкових чеснот, був сподвигнутий Господом обернутися до дверей церкви. І побачив він там блаженного Франциска в повітрі, що благословляв всіх присутніх з руками простягненими до хреста. І наповнилися їхні серця тоді великою розрадою, яка було знаком присутності їх Отця і підтвердженням побаченого братом Мональді. |                     |
| 19. |        | «Стигматизація св. Франциска»                                           | … влітку наступного року Франциск вирушив на гору Верна, щоб провести там пост на честь св. Михайла Архангела. <…> Франциск хотів кров'ю засвідчити свою любов. Він не міг постраждати від руки людей, тепер він безперестанку благав про те Бога. Раптово надприродне світло розлилося небом, освітленим зорею, і в яскравій заграві Франциск, охоплений екстатичним поривом, побачив Людину, розп'яту на Хресті. Два крила серафима над головою, два крила розкриті, два крила закривають спину. Коли видіння зникло, з плоті його точилася кров. Криваві рани зяяли на його руках і ногах, як ніби він зазнав страти через розп'яття. На долонях і ступнях виднілися затвердіння, схожі з одного боку на головки цвяхів, з іншого — на їх загострені і покривлені кінці. На ребрі виднілася широка рана з червоними краями, звідки струменіла по тілу кров, і бруднила одяг. |                     |
| 20. |        | «Смерть і вознесіння св. Франциска»                                     | … смерть постала йому як блаженна, як сестра визволителька, тільки-но він побачив, що перед ним той самий шлях, яким пройшов Христос, що піднісся до слави Отця. І тоді мир зійшов в його душу, він відчув, що захоплений в ті вищі границі, куди не сягає земна марнота. Йому здавалося, що він іде квітучою стежкою до світла, що світить все яскравіше. З останнім подихом він вимовив: «Виведи з темниці мою душу, щоб славити ім'я Твоє. Навколо мене зберуться праведні, коли Ти даси мені благодіяння». В цю мить серце його перестало битися. Бог виконав останнє його прохання. Раптово в сутінках почулися рухи багатьох крил: це жайворонки злетілися до келії святого і заспівали свою пісню. У чистій блакиті неба запалювалися перші зірки. |                     |
| 21. |        | «Явлення брату Августину і єпископу Ассизькому»                         | Брат Августин був старшим в громаді Терра ді Лаворо. Коли він помирав, в свій останній смертний час раптово він закричав настільки голосно, що був почутий усіма — хоча давно вже всі думали, що він не може розмовляти: «Почекай мене, отче! Почекай мене! Я йду за тобою!» Брати запитали, з ким він розмовляє, і почули у відповідь: «Хіба ви не бачите отця нашого Франциска, що підноситься у небеса?». І в ту ж мить душа брата Августина залишила його смертну плоть і пішла за святим отцем. |                     |
| 22. |        | «Засвідчення стигматів»                                                 | Тіло святого, яке задовго перед смертю почорніло від хвороби, стало прекрасним, воно сяяло великою чистотою і видом своїм надавало розраду. Всі його члени, спочатку задублі, стали м'якими і віднайшли гнучкість, як у тіла немовляти … У самій середині рук і ніг були не отвори від цвяхів, але самі цвяхи, що утворилися з його плоті, навіть зрощені з самою плоттю, які зберігали темний колір, і праве ребро зрошувалося кров'ю. |                     |
| 23. |        | «Оплакування Франциска монахинями-кларисками»                           | Наступного ранку його понесли у місто. Духовенство, влада, народ довгим ланцюгом потяглися до східних воріт зі співами і молитвами, вигукували і вітально помахали зеленими гілками. У обителі св. Даміана була зроблена зупинка. Клара та її дочки мали занадто велике право побачити батька в останній раз. Піднявся плач зворушив би й камені. Плакали жінки, що глибоко пізнали любов, це був плач дів про чоловіка, за яким вони пішли в досконалій відданості йому, проверені його прикладом і силою впливу. Їх смуток контрастував зі святковим настроєм натовпу того м'якого недільного ранку. Після останнього прощального привітання кларисок, процесія повільно рушила далі. |                     |
| 24. |        | «Канонізація св. Франциска»                                             | Спонукуваний власним бажанням і бажанням усіх християн, папа прискорив процес канонізації, призначивши комісію кардиналів. Близько сорока чудес, що підлягали розгляду, були історично засвідчені, але багатьом ця процедура здалася зайвою. «Яка потреба, — говорили вони, — в засвідчених дивах, якщо святість цього святішого чоловіка ми бачили своїми очима, відчували своїми руками і знаємо, що вона перевірена істиною?». Залишалося лише зробити великий обряд. 16 липня 1228 року Григорій IX прибув з Перуджі в Ассізі, відслужив папське богослужіння на Площі св. Георгія і урочисто зарахував Франциска до лику святих. |                     |
| 25. |        | «Явлення Григорію IX»                                                   | Перед канонізацією святого блаженної пам'яті папа Григорій IX, якому Франциск провіщав понтифікатство, сумнівався в його стигматах. Але одного разу вночі, яку папа проводив у сльозах, явився йому уві сні святий Франциск. Обличчя його було суворим, і докоряв він Григорію за його сумніви. Потім підняв він свою праву руку і показав рану в підребер'ї, а потім сказав взяти чашу і зібрати кров, що стікає з рани. Папа взяв чашу, і кров переповнила її через краї. З цієї ночі Григорій так увірував в стигмати, що не дозволяв більше нікому засумніватися в цих чудесних знаках і карав суворо таких людей. |                     |
| 26. |        | «Зцілення пораненого розбійниками в Лериді»                             | Був в Лериді Каталонській чоловік, що звався Іоанн, який дуже поважав святого Франциска. Одного разу, довелося йому потрапити у засідку на великій дорозі. Один з убивць посік його мечем так сильно, що надій на одужання ніяких не залишалося. Першим ударом була відрубана його рука від тіла, а другий поникнув у груди настільки глибоко, що повітря, що виходило з легенів, гасло півдюжини свічок. Лікарі знали, що Іоанн не може бути порятований. Його рани гноїлися, і запах був настільки сильним, що навіть його дружина ледь могла витримати. Ніхто з людей не міг допомогти йому, і став Іоанн палко закликати святого Франциска з усіх сил. І ось лежав він на своєму ложі страждань, у свідомості і закликаючи ім'я Франциска знову і знову, коли чоловік в одязі ченців-міноритів увійшов через вікно і став поряд з ним, як здалося йому. Він звернувся до Іоанна на ім'я і сказав: «Ти вірив в мене і тому Господь врятує тебе». А коли вмираючий запитав, хто його гість, то почув у відповідь, що святий Франциск. Він схилився над ним і розв'язав усі його бинти, а потім, як здавалося, омив якоюсь маззю. Лише відчув Іоанн дотик цих святих рук, що ділилися своєю цілющою силою зі стигматів Спасителя нашого, коли оновилася плоть його. | Майстер св. Цецилії |
| 27. |        | «Воскресіння грішниці з Беневенто, що не покаялась»                     | У поселенні Монте Марано поблизу Беневенто померла жінка з числа тих, хто був особливо відданий святому Франциску. Увечері приїхало кілька священнослужителів, щоб відслужити службу над покійною, і тут жінка раптово сіла в ліжку і покликала того з них, хто припадав їй дядьком. «Я хочу сповідатися, отче», — сказала вона, «Послухайте про мій гріх. Я була мертва і опинилася у страшній в'язниці, бо я ніколи не зізнавався у гріху, про який хочу розповісти вам. Але святий Франциск помолився за мене, бо я завжди служила йому віддано, поки була жива, і мені було дозволено повернутися у моє земне тіло. Після сповіді я зможу насолодитися вічним життям. Ви побачите, коли я отримаю віддяку». Потім вона сповідалася переляканому священникові, отримала відпущення гріхів, лягла в ліжко і спокійно спочила. | Майстер св. Цецилії |
| 28. |        | «Звільнення з в'язниці Петра Ассизького, звинувачуваного у єресі»       | У роки, коли Григорій IX був папою, якийсь чоловік на ім'я Петро з Аліфе був звинувачений у єресі і поміщений у темницю у Римі. Нагляд за ним папа доручив єпископу Тіволі, який закував Петра в кайдани й кинув у темну в'язницю, з якої не було ніякого порятунку. Але це був переддень святкування дня святого Франциска, і Петро звернувся до нього з молитвами і сльозами і проханням зглянутися над ним. Він прийняв чисту віру і відрікся від своєї єресі, перетворившись на одного з найбільш відданих шанувальників Франциска. І тому за клопотанням Франциска він був почутий Господом. В сутінках святкового дня, що минав, святий Франциск зглянувся над ним і спустився з небес в його тюремну комору. Він покликав його по імені і наказав встати. Петро був переляканий, і запитав, хто це. І дана була йому відповідь — святий Франциск. І потім він побачив, як його ланцюги самі спали з ніг. І стіни камери розсунулися, звільнивши прохід для втечі. Петро був вільний, але настільки вражений побаченим видовищем, що не міг зробити ні кроку задля спасіння, натомість він побіг до дверей своєї камери, налякавши варту своїми криками. | Майстер св. Цецилії |

## Зведена таблиця художників, що працювали над розписами обох базилік
| Іл. | Художник                                                  | Тема                                   | Кількість | Базиліка | Місцезнаходження                          | Дата              |
| --- | --------------------------------------------------------- | -------------------------------------- | --------- | -------- | ----------------------------------------- | ----------------- |
|     | Майстер Андреа (Андреа де Бартолі?)                       | Житіє св. Катерини Александрійської    | 8         | Нижня    | Капела св. Катерини                       |                   |
|     | Паче ді Бартоло Ассізський                                | Фігури святих                          |           | Нижня    | Капела св. Катерини                       |                   |
|     | Жакомо Джоржетті                                          | Житіє св. Севастіана                   |           | Нижня    | Капела св. Севастіана                     |                   |
|     | Джероламо Мартеллі                                        | Житіє св. Севастіана                   |           | Нижня    | Капела св. Севастіана                     |                   |
|     | Майстер св. Франциска                                     | Житіє св. Франциска і Страсті Христові | 10        | Нижня    | Нава                                      |                   |
|     | Чімабуе                                                   | Мадонна зі св. Франциском              |           | Нижня    | Праве крило трансепта                     |                   |
|     | Сімоне Мартіні                                            | Житіє св. Мартіна і святі              | 10 і 1    | Нижня    | Капела св. Мартіна                        | 1317—1319         |
|     | Доно Доні                                                 |                                        |           | Нижня    | Капела Людовика Тулузського і св. Стефана | 1575              |
|     | Чезаре Сермеї                                             |                                        |           | Нижня    | Капела Антонія Падуанського               | 1610              |
|     | Майстерня Джотто                                          | Житіє Марії Магдалини                  |           | Нижня    | Капела Марії Магдалини                    |                   |
|     | Джотто і майстерня                                        | Дитинство Ісуса, явлення св. Франциска |           | Нижня    | Праве крило трансепта                     |                   |
|     | Майстер св. Миколая                                       | Житіє св. Миколая                      | 10        | Нижня    | Капела св. Миколая                        | 1295—1305         |
|     | П'єтро Лоренцетті                                         | Страсті Христові                       | 6         | Нижня    | Ліве крило трансепта                      |                   |
|     | П'єтро Лоренцетті                                         |                                        |           | Нижня    | Капела Івана Хрестителя                   |                   |
|     | Чезаре Сермеї ді Орв'єто                                  | Страшний суд                           |           | Нижня    | Апсида                                    | XVII ст.          |
|     | Майстер склепінь                                          | Алегорії                               |           | Нижня    | Паруса склепіння                          | бл. 1320–1330 рр. |
|     | Майстер Ісака                                             | Отці церкви                            |           | Верхня   | Склепіння перед входом                    |                   |
|     | Чімабуе і майстерня                                       |                                        |           | Верхня   | Західне крило трансепта і апсида          | бл. 1280 року     |
|     | Північний майстер                                         | Апостоли і янголи                      |           | Верхня   | Західна стіна трансепта                   | 1267—1270 рр.     |
|     | Римський майстер                                          | Ісая і Давид                           |           | Верхня   | Східна стіна трансепта                    |                   |
|     | Майстер Ісака, Джиакомо, Якопо Торріті і П'єтро Кавалліні | Сцени зі Старого і Нового заповітів    | 32        | Верхня   | Стіни нави                                |                   |
|     | Джотто і майстерня(?)                                     | Житіє св. Франциска                    | 28        | Верхня   | Стіни нави                                | 1296—1304         |

### Галереї
- Фрески Джотто в Сан-Франческо на wga.hu [Архівовано 31 березня 2022 у Wayback Machine.]
- Фрески Сімоне Мартіні у Web Gallery of Art (англ.)
- Фрески Лоренцетті у Web Gallery of Art (англ.)
- Фрески Майстра Ісака у Web Gallery of Art (англ.)